# يو إف سي 94
يو إف سي 94: سانت بيير ضد بن 2 (بالإنجليزية: UFC 94: St-Pierre vs. Penn 2)‏ هو حدث لفنون القتال المختلطة نظمته يو إف سي، أُقيم في 31 يناير 2009، على إم جي إم جراند جاردن أرينا في لاس فيغاس، نيفادا، الولايات المتحدة.